# بنو مأمون (یمن)
 بنو مامون  روستایی است در عزلهٔ (أسلم)، در قضاء الشرفین، در ناحیهٔ (جبل حفاش)، از توابع استان 

## جمعیت
جمعیت آن ۶۷۱ نفر (۱۲ خانوار) می‌باشد.